# Kiara Rodríguez
Kiara Briggitte Rodríguez España (Guayaquil, Ecuador; 12 de diciembre de 2002) es una atleta con discapacidad física ecuatoriana.

## Biografía
Nació en 2002, en Guayaquil, Ecuador y su madre es Liliam España. Nació con parálisis braquial obstétrica, una lesión en los nervios periféricos del plexo braquial que afecta la extremidad superior y sobreviene por un traumatismo producido en el mecanismo del parto, según su madre, por una fractura en la clavícula provocada por el doctor que jaló su brazo izquierdo al momento del parto, por lo que tuvo que recibir rehabilitación física desde los cuatro días de nacida hasta los dos años de edad, lo que le ayudó a tener movilidad en los dedos y muñeca, y poder agarrar cosas livianas. Es alumna de bachillerato en la Unidad Réplica Guayaquil. Su primera actividad deportiva era el vóley, hasta que el técnico cubano Lázaro Pérez llegó a su colegio en búsqueda de atletas para lanzamiento de bala y disco, pero por la condición de Kiara, no podía dedicarse al lanzamiento, así que le insistió en que se dedique al salto de altura. Desde 2016 pertenece a la Federación Deportiva del Guayas.
Su primer campeonato fuera del país fue el Open Internacional Lotería Caixa, en abril de 2018, donde ganó el primer lugar en salto de altura. En ese año ganó las medallas de oro en salto largo en los Grand Prix Mundial de Brasil y Francia. En octubre obtuvo tres medallas de oro en el Open Paranacional, en Colombia, en las disciplinas de salto de altura, 100 metros y 200 metros. Así logró clasificar para los Juegos Parapanamericanos 2019, en Perú. En donde ganó medalla de oro en el evento de salto largo.
En 2019 obtuvo la medalla de bronce en el Grand Prix Mundial de Italia. Ese mismo año es reconocida como deportista de alto rendimiento por el Comité Paralímpico Internacional. También obtuvo tres medallas de oro en el Mundial Junior de Paratletismo en Nottwil, Suiza, entre los que estuvo la prueba de los 200 metros planos con un tiempo de 26 segundos y 29 centésimas, también en la prueba de 100 metros con un tiempo de 13 segundos y 23 centésimas.
El 9 de noviembre de 2019, ganó la medalla de oro en salto largo en el Mundial de Para-Atletismo de Dubái, Emiratos Árabes Unidos, con una marca de 5 metros y 52 centímetros, en la categoría T47, superando a Anna Grimaldi de Nueva Zelanda y Aleksandra Mocuchaia de Rusia, quienes ganaron las medallas de plata y bronce respectivamente, seguidas de Nikol Rodomakina de Rusia, Angela Lanza de Francia y Taleah Williams de Estados Unidos. Con esta victoria clasificó a los Juegos Paralímpicos 2020 en Tokio, Japón.
El 2 de septiembre de 2021 ganó la medalla de bronce en salto largo en los Juegos Paralímpicos de Tokio 2020.
El 3 de septiembre de 2024 ganó la medalla de oro en los 100 metros planos en los Juegos Paralímpicos de París 2024.
El 6 de septiembre de 2024 ganó la medalla de oro consecutivamente en salto de longitud femenino en los Juegos Paralímpicos de París 2024.

## Palmarés Internacional
| Juegos Paralímpicos      | Juegos Paralímpicos | Juegos Paralímpicos | Juegos Paralímpicos   |
| Año                      | Lugar               | Medalla             | Prueba                |
| ------------------------ | ------------------- | ------------------- | --------------------- |
| 2020                     | Tokio (Japón)       | Medalla de bronce   | Salto de longitud T47 |
| 2024                     | París (Francia)     | Medalla de oro      | 100 metros T47        |
| 2024                     | París (Francia)     | Medalla de oro      | Salto de longitud T47 |
| Juegos Parapanamericanos |                     |                     |                       |
| Año                      | Lugar               | Medalla             | Prueba                |
| 2019                     | Lima (Perú)         | Medalla de oro      | Salto de longitud T47 |
| 2023                     | Santiago (Chile)    | Medalla de oro      | Salto de longitud T47 |
| 2023                     | Santiago (Chile)    | Medalla de oro      | 100 metros T47        |
| Campeonato Mundial       |                     |                     |                       |
| Año                      | Lugar               | Medalla             | Prueba                |
| 2019                     | Dubái (EAU)         | Medalla de oro      | Salto de longitud T47 |
| 2023                     | París (Francia)     | Medalla de oro      | 100 metros T47        |
| 2023                     | París (Francia)     | Medalla de oro      | Salto de longitud T47 |
| 2024                     | Kobe (Japón)        | Medalla de oro      | 100 metros T47        |
| 2024                     | Kobe (Japón)        | Medalla de oro      | Salto de longitud T47 |